# Afrikaner (race bovine)
Pour les articles homonymes, voir Afrikaner.
L'afrikaner est une race sud africaine de l'espèce Bos taurus. Elle peut aussi porter le nom d'africander ou en afrikaans, afrikanerbees.

## Origine
Elle est une race très ancienne issue de la branche zébu (type Sanga) et provient de l'élevage du peuple khoïkhoï ou hottentot, autochtone en Afrique du Sud lors de l'arrivée des Hollandais. Ces derniers adoptèrent rapidement cette race pour en faire leur animal de trait. Ce sont ces animaux qui tiraient les lourds chariots lors du Grand Trek. L'animal fait donc aujourd'hui partie de la légende pour les nationalistes Afrikaners. Elle représente aujourd'hui 30 % du cheptel bovin sud-africain. Cette race bovine a également servi de support pour des croisements afin de créer de nouvelles races adaptées au climat chaud et sec.

## Morphologie
Elle porte une robe rouge, plus ou moins marquée de nuances brunes. Les taureaux sont plus sombres que les vaches. Les cornes sont en croissant recourbé vers le bas. Leur apparence les rapproche franchement du zébu, avec une bosse sur le garrot et des oreilles de grandes dimensions.
La vache pèse 525–600 kg et le taureau 750–1 000 kg.

## Aptitudes
C'est une ancienne race multi-usage, de la fourniture de lait, viande et cuir à sa force de travail. Aujourd'hui, elle est principalement élevée pour sa viande savoureuse et maigre.
Elle présente une bonne aptitude de résistance à la chaleur. La bosse permet de subir sans dommages excessifs des périodes de disette. Son passé très ancien au service de ses éleveurs en a fait une race très docile, aisée à manipuler et à dresser pour la traction. C'est une race fertile, mais peu précoce (cet inconvénient est souvent amélioré par des croisements).